# Filopatrie

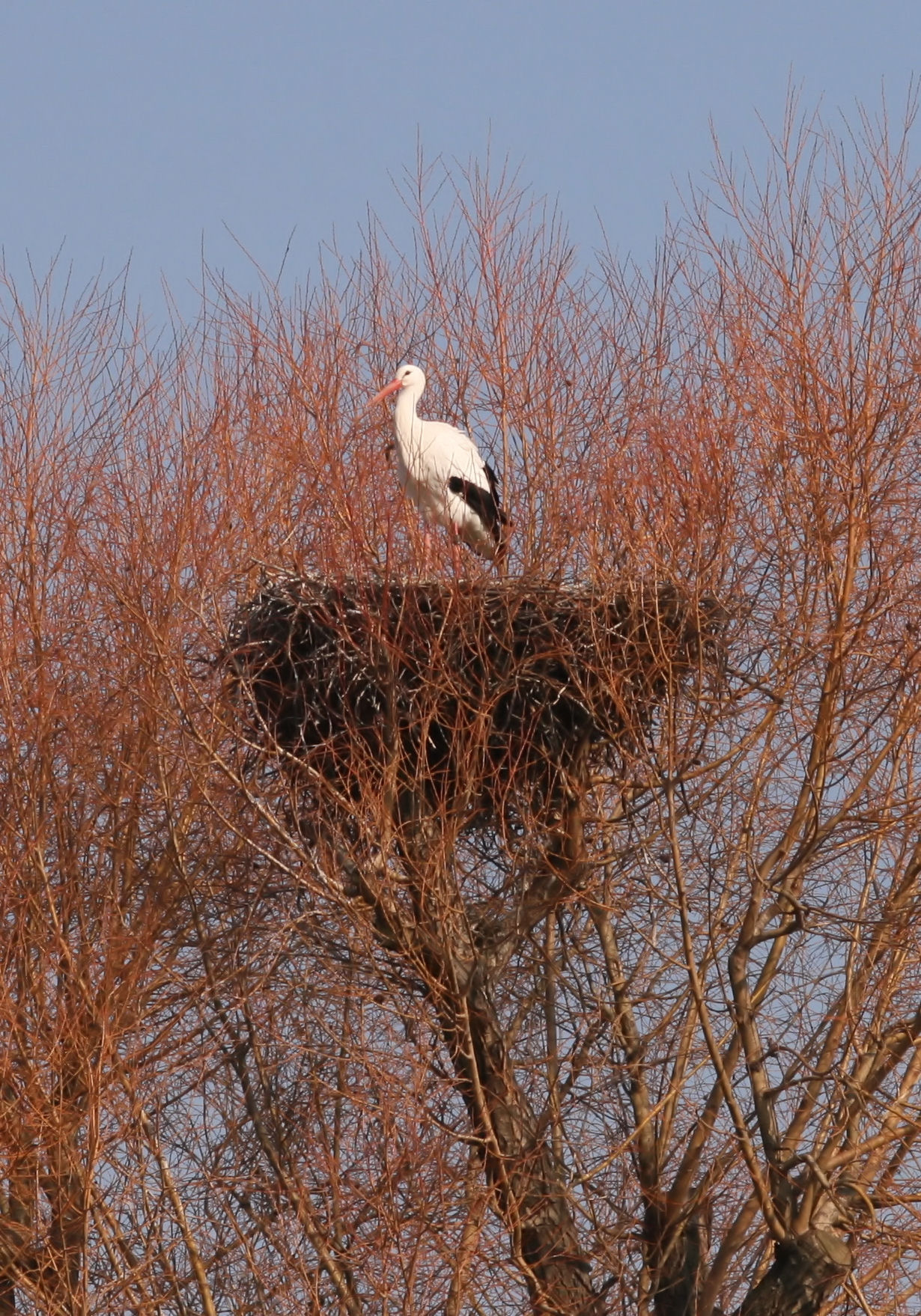
čáp v rodném hnízdě

Filopatrie je tendence organismu zůstat nebo se vrátit do místa svého narození.
K nejčastějším důvodům návratu živočicha do místa svého narození patří rozmnožování. Filopatrie byla zdokumentována u mnohých ptáků (např. trubkonosí), ale i savců. Návrat do míst svého původu má četné výhody jako je např. znalost podmínek prostředí, na které jsou jedinci adaptováni, což jim poskytuje výhodu při soupeření o zdroje s jedinci téhož druhu i s jinými zvířaty.